# Notanisus imperialis
Notanisus imperialis är en stekelart som först beskrevs av Alan Parkhurst Dodd 1924.  Notanisus imperialis ingår i släktet Notanisus och familjen puppglanssteklar. Inga underarter finns listade i Catalogue of Life.